# Tara (folyó, Montenegró)
A Tara (szerbül: Тара / Tara) folyó Montenegró és Bosznia-Hercegovina területén, amely főleg a csodálatos Tara-kanyonról ismert, amely Európa második legmélyebb kanyonja.
A Veruša és Opasnica összefolyásával keletkezik. Ezután 144 kilométert megtéve Šćepan Poljenál összefolyik a Pivával, létrehozva a Drina folyót. A Tara vízhozama torkolatánál 64 m³/s.
A Tara-kanyon a Durmitor Nemzeti Parkban található, amely az UNESCO listáján mint a világörökség része szerepel. 78 km hosszú és 1300 m mély, a dagsztáni Szulak-kanyon után a kontinens második legmélyebb kanyonja, a vadvízi evezősök kedvenc célállomása. 

## Földrajza
A folyó mintegy 2000 méteres magasságban ered a Dinári-hegységhez tartozó Žijevo-hegységben, a montenegrói-albán határon, Kolašintól délre, mintegy 30 km-re az Opasanica és a valamivel nagyobb és hosszabb Veruša összefolyásától. Prošćenjétől a montenegrói-bosnyák határon fekvő Hum közelében lévő Pivával való összefolyásáig a Tara az évezredek során több mint 1300 méter mélyen bevágta magát a környező hegyekbe, kialakítva a Tara-szurdokvögyet. A folyó átlagos lejtése ezen a területen 3,6 m/km. 

## Fordítás
- Ez a szócikk részben vagy egészben  a   Tara (Drina) című angol Wikipédia-szócikk ezen változatának fordításán alapul.  Az eredeti cikk szerkesztőit annak laptörténete sorolja fel. Ez a jelzés csupán a megfogalmazás eredetét és a szerzői jogokat jelzi, nem szolgál a cikkben szereplő információk forrásmegjelöléseként.